# Rathsfeld

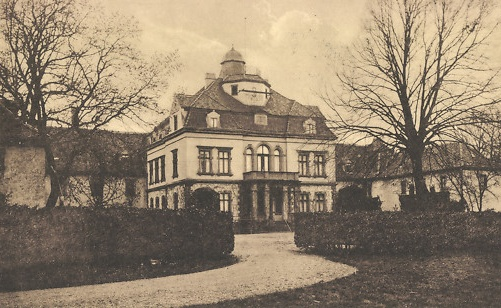
Jagdschloss Rathsfeld um 1900

Rathsfeld gehört zum Ortsteil Steinthaleben der Gemeinde Kyffhäuserland im Kyffhäuserkreis in Thüringen.

## Lage
Rathsfeld liegt etwa 5 Kilometer nördlich der Stadt Bad Frankenhausen auf einer gerodeten Hochfläche des Kyffhäusergebirges. An Rathsfeld führt die Bundesstraße 85 vorbei, die Landesstraße 2292 verbindet den Ort etwa 4 Kilometer westlich gelegenen Hauptort Steinthaleben mit Rathsfeld.

## Geschichte
Bodenfunde aus der Flur Rathsfeld deuten auf eine erste Siedlungsperiode in der vorrömischen Eisenzeit, über die Höhen des Kyffhäusergebirges führte eine bedeutende Altstraße.
Der ursprüngliche Name der Rodungssiedlung im Burgbezirk der Reichsburg Kyffhausen ist unbekannt. Am 25. Februar 1268 wurde die Wüstung Rathsfeld vom Grafen Friedrich von Beichlingen an das Kloster Walkenried verschenkt.
Die Beichlinger Grafen waren als Burggrafen der Reichsburg auch Verwalter des königlichen Forstbezirks auf dem Kyffhäuser, der die Hochfläche des Gebirges einnahm. 1341 teilte Graf Friedrich von Beichlingen mit, das er dem Grafen von Schwarzburg das halbe Rathsfeld verkauft habe. Die Schwarzburger Grafen nutzten die dauerhafte Schwäche ihrer Rivalen, um auch im Nordthüringer Raum an Einfluss zu gewinnen. Im Ergebnis entstand die Herrschaft Schwarzburg-Sondershausen.
Der Name „Rathsfeld“ deutet eine Beziehung zur nahen Stadt Frankenhausen an, möglicherweise hatte die Stadt Nutzungsrechte für die Weiden und Äcker erworben. Der häufige Mangel an Wasser wird als Grund für die Aufgabe der Siedlung genannt. Vom Kloster wurde ein Wirtschaftshof auf dem Rathsfeld errichtet. Dieser fiel nach der Reformation in den Besitz der Schwarzburger Grafen. Die Gebäude waren nach dem Bauernkrieg verlassen und wurden von den Grafen zum Bau eines Jagdschlosses genutzt. Das Jagdschloss Rathsfeld bot reichlich Gelegenheit zur „Sauhatz“, die angrenzenden Dörfer hatten noch im 19. Jahrhundert Treiber zur Wildschweinjagd zu stellen.

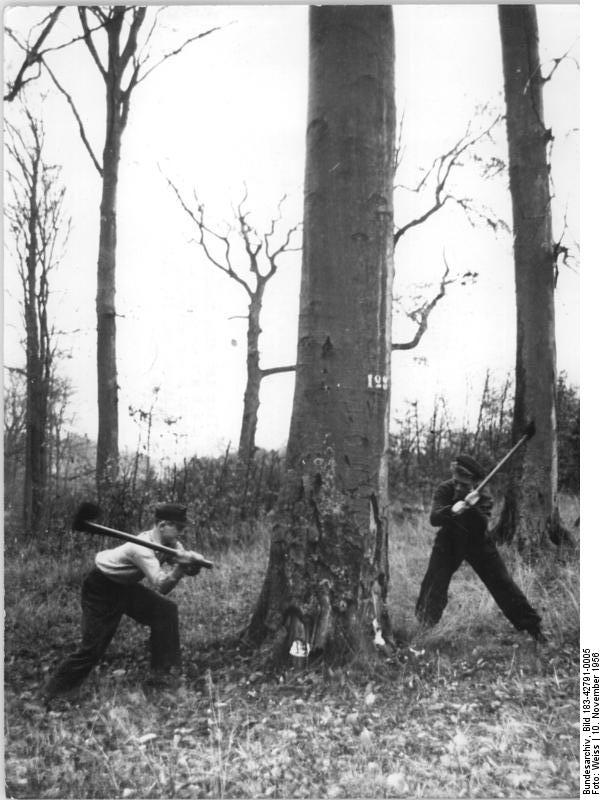
Zur klassischen Ausbildung der Forstarbeiter gehört der richtige Umgang mit Axt und Säge (1956)

In den Jahren 1839 bis 1842 wurde die kurvenreiche Kyffhäuserchaussee zwischen Frankenhausen und Kelbra errichtet, sie ersetzt eine bereits in vorgeschichtlicher Zeit bedeutsame Altstraße, die noch mit zahlreichen Hohlwegen im Gelände erkennbar ist und als eine Salzstraße (via salaris) in mittelalterlichen Urkunden genannt wird.
Für die Hitlerjugend wurde ein Gebäudekomplex in den Jahren 1936 bis 1939 als Jugendlager erbaut. Nach dem Zweiten Weltkrieg wurde der Großgrundbesitz der Grafen enteignet. Bis 1952 wurden die Hauptgebäude als Forstamt genutzt. Die Infrastruktur des Jugendlagers wurde seit den 1950er Jahren zum Standort des Pionierzeltlagers „Thomas Müntzer“ umgewidmet, daneben entstand ein Ferienplatz des Erfurter Industriebetriebes VEB Optima Erfurt und die Betriebsberufsschule für Forstarbeiter des Bezirkes Erfurt in Trägerschaft des ehemaligen Staatlichen Forstwirtschaftsbetriebes (StFB) Sangerhausen. Nach 1990 wurde bekannt, dass die Einrichtungen des Rathsfeldes im „Spannungsfall“ als Internierungslager für Oppositionelle verwendet werden sollten.
Nach der Wende übernahm das thüringische Forstamt Oldisleben den Gebäudekomplex. Das Jugendwaldheim Rathsfeld wurde am 15. November 1991 eröffnet.
Rathsfeld kam am 31. Dezember 2012 mit Steinthaleben zur Gemeinde Kyffhäuserland.